# Synagoga w Brunszwiku
Synagogi w Brunszwiku (niem. Synagoge in Braunschweig) – synagoga znajdująca się w Brunszwiku, w Niemczech, przy Alte Knochenhauerstraße 1.
W średniowieczu synagoga znajdowała się przy Jöddenstraße. Na początku XVIII wieku urządzono salę modlitw w miejskiej mennicy na rogu Kohlmarkt i Schützenstraße. W latach 1767–1779 synagoga znajdowała się w oficynie budynku po zachodniej stronie Kohmarkt (nr 290).
W 1873 roku rozpoczęto budowę nowej synagogi przylegającej do budynku gminy. Jej projekt przygotował Constantin Uhde w stylu mauretańskim z elementami neoromańskimi. Jej uroczyste otwarcie nastąpiło 23 września 1875 roku. Wnętrze było zdobione arabeskami, a w oknach znajdowały się witraże.
W czasie nocy kryształowej z 9 na 10 listopada 1938 roku, synagoga została zdewastowana. Nie podpalono jej, ponieważ stała w zwartej zabudowie i obawiano się przeniesienia ognia. Jej wyposażenie przeniesiono na pobliski plac An der Martinikirche i tam spalono. Synagogę zburzono w grudniu 1940 roku. Ocalał sąsiedni budynek gminy żydowskiej, który wrócił do niej w 1983 roku. Na miejscu synagogi postawiono istniejący do dziś schron dla 813 osób. W 1975 roku umieszczono na nim tablicę z okazji 100-lecia poświęcenia synagogi.